# Ты не сможешь остановить убийцу
Ты не сможешь остановить убийцу (англ. You Can’t Stop the Murders) — австралийская детективная комедия 2003 года.

## Сюжет
В городе кто-то поочередно убивает представителей разных профессий. Общественность маленького австралийского городка обеспокоена. Убиты строитель, ковбой, моряк. Нужно разгадать мотив убийцы. Полицейский Тони Чарльз берётся распутать сложную серию убийств.

## В ролях
- Гари Эк
- Akmal Saleh
- Энтони Мир
- Ричард Картер
- Керсти Хаттон
- Роберт Карлтон
- Стив Роджерс
- Питер Каллэн
- Кенни Грэхэм
- Лестер Моррис